# Antonivka

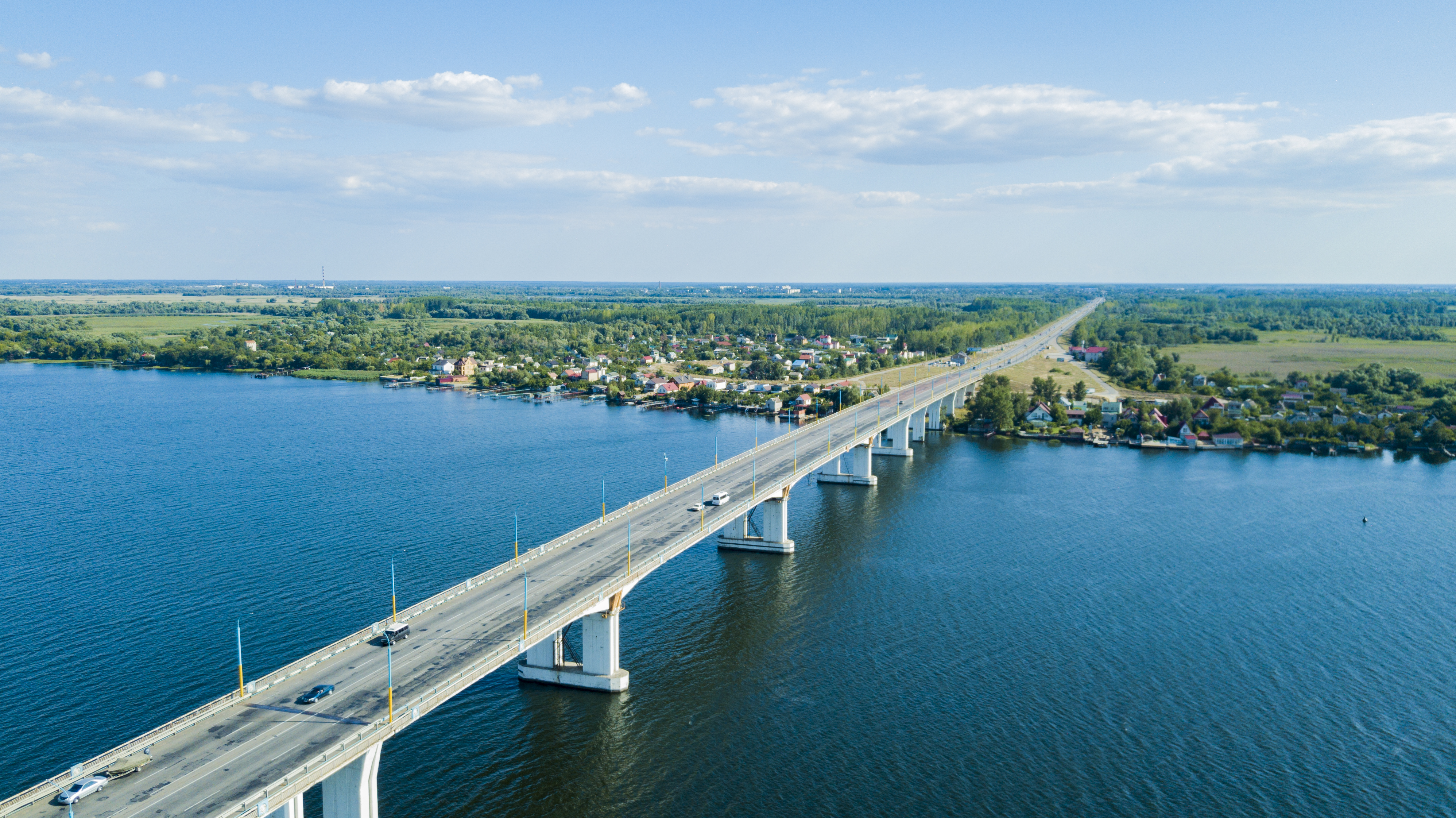
Antonivkas landsvägsbro sedd mot Antonivka

Antonivka (ukrainska: Антонівка, ryska: Антоновка) är en förstad till hamnstaden Cherson i södra Ukraina.
Antonivka ligger några kilometer ostnordost om centrala Cherson uppströms Dnepr på flodens högra (västra) sida. I Antonivka ligger norra brofästet till den nord-sydgående Antonivkas landsvägsbro som är huvudbron för fordonstrafik över södra delen av Dnepr. Den enda övriga landsvägsförbindelsen över södra delen av floden är den som går över kraftverksdammen vid Nova Kachovka, 50 kilometer norr om Antonivka. Sex kilometer norr om Antonivkabron ligger Antonivkas järnvägsbro,, som förbinder Cherson med järnväg till Krimhalvön och Melitopol. Järnvägsbron invigdes 1954 och landsvägsbron 1985.
Vid Rysslands invasion av Ukraina 2022 intogs Cherson dagen efter invasionens början. Området kring Cherson var dock det enda område väster om Dnepr som ryssarna erövrade. I juli 2022 började Ukrainas armé en motoffensiv i södra Ukraina med Cherson som mål. Antonivka, och speciellt Antonivkabron, fick därmed en stor strategisk betydelse.

## Bildgalleri

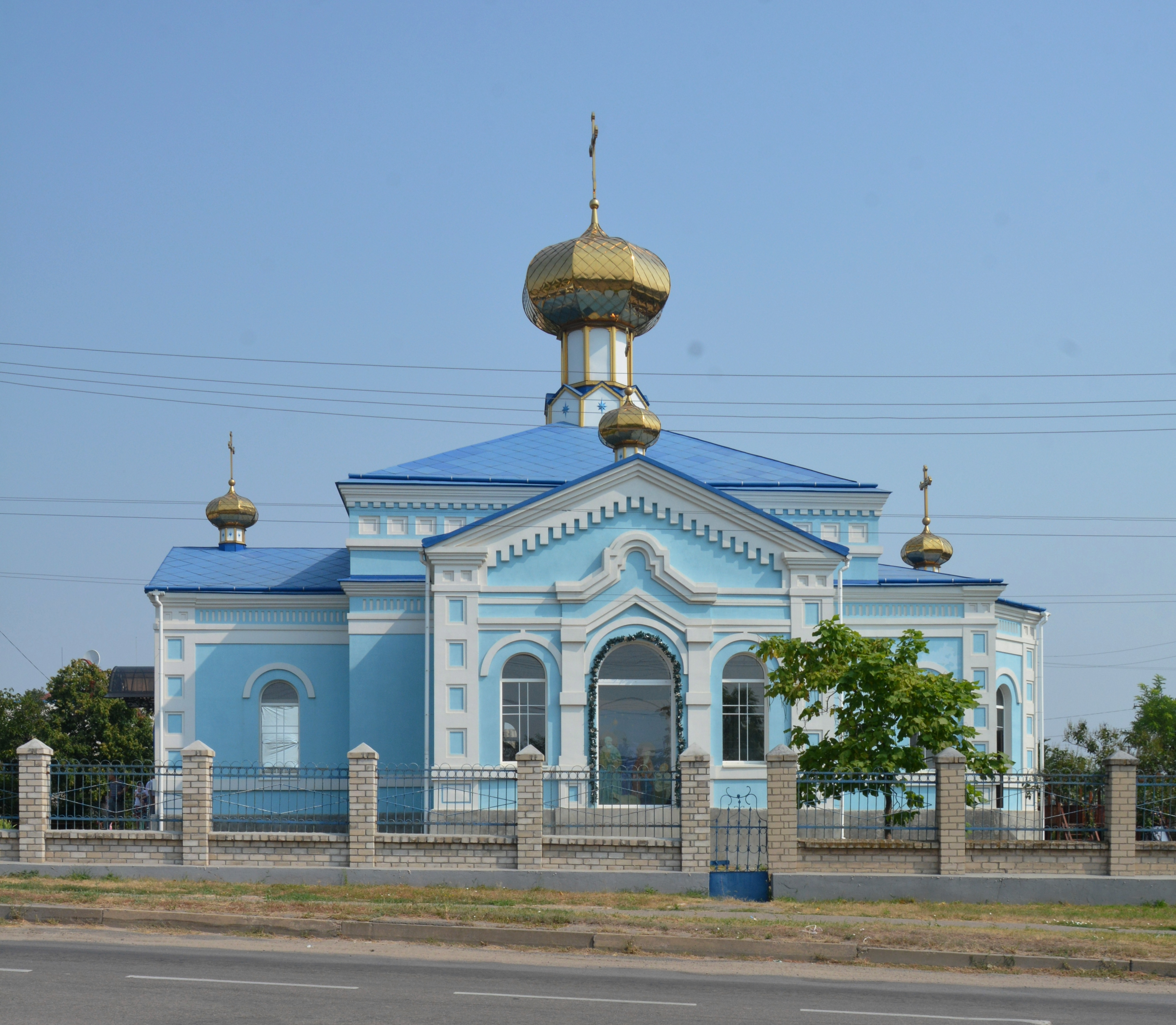
Jungfru Marias födelsekyrka